# Pergalumna taprobanica
Pergalumna taprobanica är en kvalsterart som beskrevs av P. Balogh 1988. Pergalumna taprobanica ingår i släktet Pergalumna och familjen Galumnidae. Inga underarter finns listade i Catalogue of Life.